# ティアナ・トランプ
ティアナ・トランプ（Teanna Trump、1995年8月19日 - ）は、アメリカ合衆国のポルノ女優・アダルトモデル。

## 来歴
出生名キーナ・ナイチェル・ジョーンズ（Keanna Nichele Jones）として、インディアナ州バーソロミュー郡コロンバス市でアフリカ系アメリカ人をルーツとする家庭に生まれた。
2014年、19歳の時にポルノ映画界に入り、女優としてデビューした。彼女はAdam & Eve、Naughty America、Evil Angel、Elegant Angel、Jules Jordan Video、Brazzers、Wicked Pictures、Mofos、Girlfriends Films、New Sensations、Vixenなどのポルノ映画スタジオの作品に出演している。
2015年3月、配布する意図でマリファナを違法に所持した罪で逮捕された。オクラホマ郡保安官事務所は、彼女は有罪を認め180日間の懲役を宣告されたと報告した。この判決は2016年12月に発効した。その後GoFundMeとVenmoでクラウドファンディングキャンペーンを開始し、「自身の人生を軌道に戻す」ために最大10,000ドルを獲得しようと努めた。
後にポルノ女優の仕事を再開。 2017年、スキン・ダイアモンドと共演した『Deep Throat League 2』のパフォーマンスにより、AVNアワードのBest Oral Sex Scene（最優秀オーラルセックスシーン）にノミネートされた。
2019年1月、Vixenスタジオのヴィクセン・エンジェル・オブ・ザ・マンス（Vixen Angel of the Month）に選ばれた。また、ヴィクセン・エンジェル・オブ・ザ・イヤー（Vixen Angel of the Year）も獲得した。
2019年4月のインタビューによると、2011年、16歳（アメリカの一部の州では合意の上で性的関係を持つことが許される法定年齢と見なされている）の時にNBAインディアナ・ペイサーズの選手（名前は伏せられた）とセックスをした。

## 受賞とノミネーション
| 年   | 賞           | 結果       | 部門                                                                     | 作品                 |
| ---- | ------------ | ---------- | ------------------------------------------------------------------------ | -------------------- |
| 2017 | AVNアワード  | ノミネート | Best Oral Sex Scene                                                      | Deep Throat League 2 |
| 2017 | XRCOアワード | ノミネート | Orgasmic Oralist of the Year                                             | —                    |
| 2019 | XRCOアワード | ノミネート | Orgasmic Oralist                                                         | —                    |
| 2020 | XBIZアワード | 受賞       | Best Scene – All Sex Release （ジェイソン・ラヴ (Jason Luv) と共に受賞） | Blacked Raw 19       |